# 座間神社

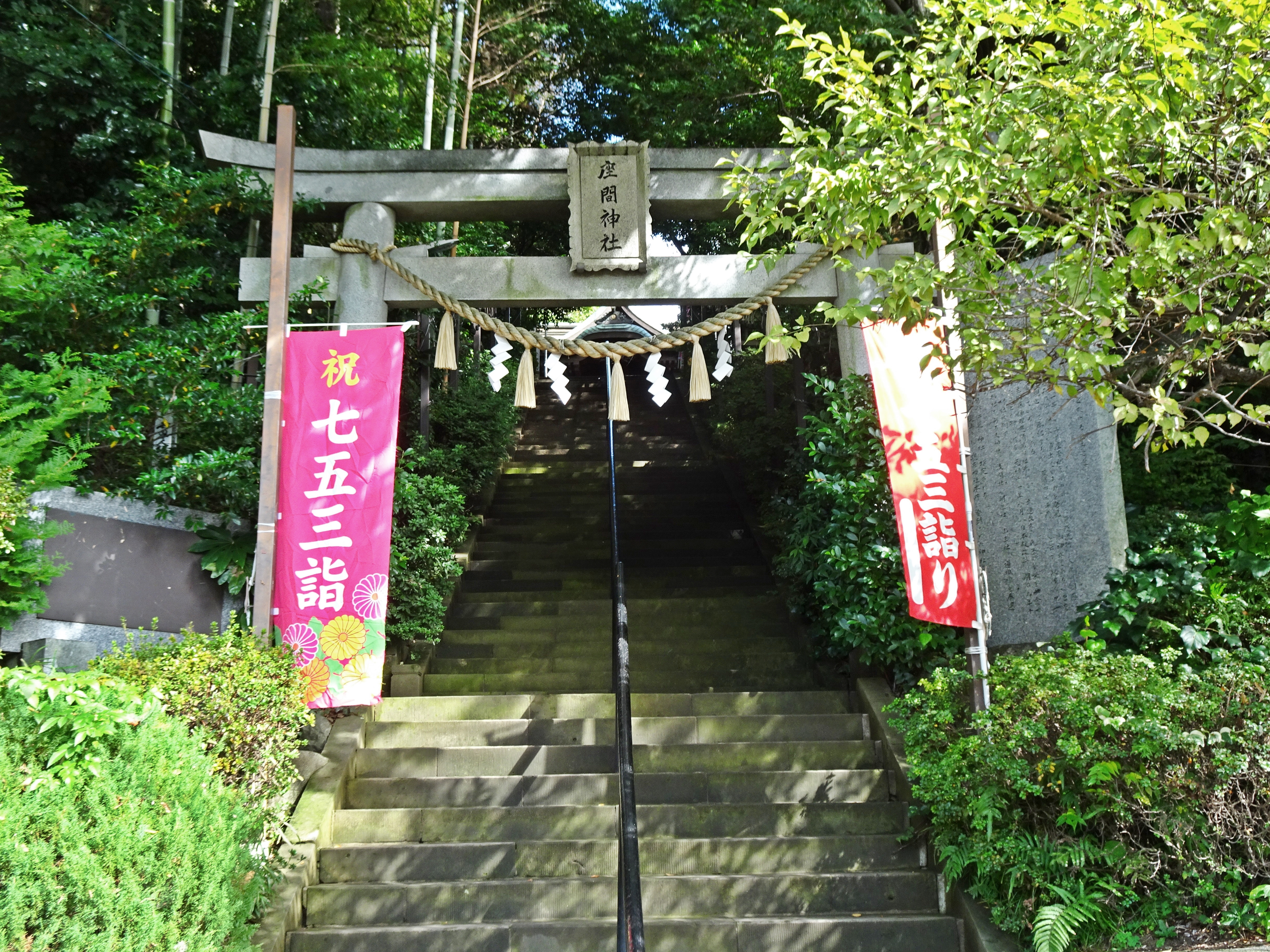
参道と鳥居

座間神社（ざまじんじゃ）は、神奈川県座間市座間に所在する神社。

## 概要
創建時期は、欽明天皇の御代（539年～571年）とするものや、正和2年（1313年）とするもの等があり、坐摩郷（座間の古名）に悪疫が流行した折に飯綱権現を祀ったのが起源とされる。
明治時代になり、神仏分離のために飯綱権現と同じ防火の神として日本武尊を祭神とし、村社に列せられた。

## 祭神
- 日本武尊

## 境内
- 拝殿・本殿
- 神社会館すいめい（社務所）
- 鐘楼
- 手水舎
- 神水
- 神木（シイの木）
- 夫婦椹（めおとさわら）
- 芭蕉句碑「春なれや 名もなき山の 薄霞」
- 一の鳥居・二の鳥居・三の鳥居

### 境内社
- 寄宮（小祠）
  - 天神社（祭神・菅原道真）
  - 蚕神社（祭神・保食神）
  - 明王社（祭神・大日霊貴尊）
  - 平癒浅間社（祭神・木花開耶姫尊）
  - 山王社（祭神・大山咋神）
  - 道神社 (道祖神)（祭神・猿田彦神）
- 飯綱稲荷大明神
- 祖霊社
- 伊奴寝子社 (いぬねこしゃ)（祭神・保食神） - 2012年（平成24年）8月創建のペット神社[3][4]。

## 祭事
- 1月1日 - 歳旦祭
- 1月15日 - 成人祭
- 2月17日 - 祈年祭
- 3月3日 - ひな祭り（77段の石段に約1000体のひな人形[4]）
- 4月上旬日曜日 - 春季例祭（桜まつり）
- 6月30日 - 水無月大祓
- 8月30日 - 例祭
- 11月23日 - 新嘗祭
- 11月15日 - 七五三祭
- 12月31日 - 師走大祓
  - 毎月1日 - 月次祭（つきなみさい）

## アクセス
- 小田急線 相武台前駅から神奈中バス、座間下車徒歩約2分
- JR相模線 相武台下駅下車徒歩約5分